# Regeringen Lehto
Regeringen Lehto var Republiken Finlands 48:e regering. Ministären regerade i egenskap av expeditionsregering från 18 december 1963 till 12 september 1964. Med en ämbetsperiod på nästan nio månader blev Reino R. Lehtos opolitiska ämbetsmannaregering den långvarigaste regeringen av sitt slag i Finlands historia. Den föregående regeringen ledd av Ahti Karjalainen hade fallit på oenigheter gällande den ekonomiska politiken. I september 1964 lyckades Johannes Virolainen slutligen bilda en borgerlig majoritetsregering.

## Ministrar
| Minister                                                                                       | Ämbetsperiod                                                                                   | Parti           |
| ---------------------------------------------------------------------------------------------- | ---------------------------------------------------------------------------------------------- | --------------- |
| Statsminister Reino R. Lehto Aarne Nuorvala, ställföreträdare Reino Oittinen, ställföreträdare | 18 december 1963–12 september 1964 18 december 1963–8 juni 1964 12 juni 1964–12 september 1964 | opolitisk (SDP) |
| Minister i statsrådets kansli Aarne Nuorvala                                                   | 18 december 1963–8 juni 1964                                                                   | opolitisk       |
| Utrikesminister Jaakko Hallama                                                                 | 18 december 1963–12 september 1964                                                             | opolitisk       |
| Justitieminister Olavi Merimaa                                                                 | 18 december 1963–12 september 1964                                                             | opolitisk       |
| Inrikesminister Arno Hannus                                                                    | 18 december 1963–12 september 1964                                                             | opolitisk       |
| Försvarsminister Kaarlo Leinonen                                                               | 18 december 1963–12 september 1964                                                             | opolitisk       |
| Finansminister Esko Rekola                                                                     | 18 december 1963–12 september 1964                                                             | opolitisk       |
| 2:a finansminister Heikki Tuominen                                                             | 18 december 1963–12 september 1964                                                             | opolitisk       |
| Undervisningsminister Reino Oittinen                                                           | 18 december 1963–12 september 1964                                                             | opolitisk (SDP) |
| Jordbruksminister Samuli Suomela                                                               | 18 december 1963–12 september 1964                                                             | opolitisk       |
| Minister för kommunikationsväsendet och allmänna arbetena Martti Niskala                       | 18 december 1963–12 september 1964                                                             | opolitisk       |
| Handels- och industriminister Olavi J. Mattila                                                 | 18 december 1963–12 september 1964                                                             | opolitisk       |
| Minister i handels- och industriministeriet Aarno Niini                                        | 18 december 1963–12 september 1964                                                             | opolitisk       |
| Socialminister Olof Ojala                                                                      | 18 december 1963–12 september 1964                                                             | opolitisk       |
| Minister i socialministeriet Magnus Kull                                                       | 18 december 1963–12 september 1964                                                             | opolitisk (SFP) |